# Итикава, Кана
Кана Итикава (市 川 華 菜, Ichikawa Kana, род. 14 января 1991, Тоёта, Айти) — японский спринтер. Она соревновалась за сборную Японии в эстафете 4×100 метров на летних Олимпийских играх 2012 года; команда заняла 15-е место со временем 44,25 в первом раунде и не получила права на финал.